# Souleymane Sané
Souleymane „Samy“ Sané (* 26. Februar 1961 in Dakar, Senegal) ist ein ehemaliger senegalesisch-französischer Fußballspieler und Fußballtrainer. Von 1988 bis 1994 spielte er sechs Jahre Bundesliga, in der er für den 1. FC Nürnberg und die SG Wattenscheid 09 zu 174 Einsätzen und 51 Torerfolgen kam. Souleymane Sané ist unter anderem der Vater des deutschen Fußballnationalspielers Leroy Sané.

## Vereinskarriere
Sané wurde im Senegal geboren und kam mit vier Jahren mit seinen Eltern ins französische Toulouse. Sein Vater war Mitarbeiter der senegalesischen Botschaft. Als Kind begann er mit Leichtathletik, Boxen und Ringen. Er entschied sich dann für Fußball, auch beeinflusst durch seinen Bruder, der beim FC Toulouse bei den Profis spielte.
Sané begann beim FC Blagnac in Toulouse mit dem Fußballspiel und arbeitete parallel als Konditor. 1981 wurde er vom Pariser Drittligisten ES Viry-Châtillon verpflichtet; in seiner ersten Saison wurde er Torschützenkönig.
1982 wurde er während der Ableistung der Wehrpflicht bei der französischen Armee nach Deutschland versetzt, wo er zunächst in Villingen, dann in Donaueschingen stationiert war. Dort wurde er im selben Jahr beim damaligen Viertligisten (Verbandsliga Südbaden) FV Donaueschingen, der gegen den Abstieg spielte, aufgenommen.

### Schritt in den deutschen Profifußball
Nach Beendigung seiner einjährigen Militärzeit kehrte er 1983 kurzfristig nach Toulouse zurück, um auf Leihbasis beim Blagnac FC zu spielen. Er bekam daraufhin ein neues Angebot des FV Donaueschingen und kehrte 1984 nach Deutschland zurück. Achim Stocker, damaliger Präsident des Zweitligisten SC Freiburg, wurde auf Sané aufmerksam, als dieser in einer Halbzeit für Donaueschingen fünf Tore erzielte. Schließlich wurde Sané im Sommer 1985 von den Freiburgern verpflichtet.
Nachdem er in seinen ersten beiden Saisons 17 bzw. 18 Tore geschossen hatte, wurde er in seiner dritten Saison 1987/88 mit 21 Treffern unter Trainer Jörg Berger als erster Ausländer der zweiten Liga Torschützenkönig. Unter anderem bildete er in dieser Zeit mit Joachim Löw den Sturm.
Im Sommer 1988 wechselte er zum Bundesligisten 1. FC Nürnberg unter Trainer Hermann Gerland und traf dort auf Spieler wie Andreas Köpke, Manni Schwabl und Dieter Eckstein. Zudem spielte er in der Saison 1988/89 zweimal im UEFA-Cup für Nürnberg und traf dabei beim 2:1-Sieg im Auswärtsspiel gegen den AS Rom.
Für Aufsehen sorgte Sané am 7. Spieltag der Saison 1988/89, als er im Heimspiel gegen den Karlsruher SC dessen Torhüter Alexander Famulla grob foulte. Nachdem Famulla den Ball schon sicher unter sich begraben hatte, sprang Sané mit gestrecktem Fuß auf den Kopf des Torhüters, dessen Ohr dabei fast komplett abgetrennt wurde und mit über 20 Stichen wieder angenäht werden musste; Sané wurde für sechs Spiele gesperrt. Später besuchte er Famulla im Krankenhaus.
Eine Tätlichkeit außerhalb des Spielfeldes beging er an einem Nürnberger Boulevardjournalisten, der Sané in mehreren Berichten unterschwellig rassistisch beleidigte und auch privat in ein negatives Licht stellte. Sané brach ihm auf einem Parkplatz das Nasenbein. Juristisch hatte der Vorfall keine Folgen, doch spendete Sané 2000 D-Mark an eine wohltätige Organisation.
1990 ging Sané zum Aufsteiger SG Wattenscheid 09 unter Trainer Hannes Bongartz. Mit 39 Treffern ist er Rekordtorschütze Wattenscheids in der 1. Bundesliga. Im DFB-Pokal-Spiel gegen den Hamburger SV wurde er im Achtelfinale in der Saison 1990/91 von HSV-Fans unter anderem mit Bananen beworfen und mit „Neger raus!“-Rufen sowie Affen imitierenden Lauten beschimpft. Er schoss in der 87. Minute das Siegtor zum 2:1 für Wattenscheid. Später im Interview sagte er dann: „Nix Neger raus, HSV ist raus!“. Auch auf dem Platz wurde er rassistisch beleidigt, so soll der damalige Kölner Spieler Paul Steiner Sané 1989 beschimpft haben.
Nach dem Abstieg der Wattenscheider 1994 wechselte Sané nach Österreich zum FC Tirol Innsbruck, wo er auf Anhieb Torschützenkönig der Liga wurde, und später in die Schweiz (Lausanne, FC Schaffhausen). Von dort aus kehrte er noch einmal zur SG 09 in die 2. Bundesliga zurück. Danach spielte er für den LASK Linz in der österreichischen Bundesliga, bei Rot-Weiß Leithe, mit der er von der Kreisliga A bis in die Landesliga aufstieg und bei SW Wattenscheid 08. Später spielte er auch noch für den Landesliga-Verein Schwarz-Weiß Südfeldmark in Wattenscheid.
Im Juni 2008 wurde Sané Europatrainer von Sansibar. Sein Vertrag lief bis 2011 und umfasste ausschließlich die Betreuung des Teams bei Europaaufenthalten. Daneben übernahm er im Sommer 2009 als Spielertrainer das Training des DJK Wattenscheid in der westfälischen Kreisliga-Staffel B1. Dieses Engagement lief bis Saisonende 2010.

## Nationalmannschaft
Als Sané für Nürnberg spielte, kam Michel Platini, damals Trainer der französischen Nationalmannschaft, in die Stadt und versuchte, ihn zu überreden, für Frankreich zu spielen. Doch dann habe Otto Pfister, damals Trainer in Senegal, den senegalesischen Fußballverband darauf aufmerksam gemacht, dass Sané einen senegalesischen Pass besitzt. Mit Unterstützung seines Vaters habe der Verband zwei Wochen vor dem ersten Spiel für Frankreich erreicht, dass Sané sich zu Senegal umorientierte. Er spielte nach Angaben in einer Interviewfrage 55 Partien für die senegalesische Fußballnationalmannschaft. Bei der RSSSF sind 30 A-Länderspiele mit elf Toren vermerkt. Die unvollständige National-Football-Team-Datenbank führt Sané in der Zeit von 1990 bis 1997 als Mitglied des Nationalkaders. Dabei gehen zwischen Januar 1992 und Juni 1997 acht Länderspieltore in seine Statistik ein.
Im Sommer 2002 lehnte er eine Teilnahme an der Fußball-Weltmeisterschaft ab.

## Nach der Karriere als Profifußballer
Sané war zunächst in der Spielervermittlungsfirma seines eigenen Beraters tätig und arbeitete später für die Agentur T21x, die von Jürgen Milewski und Jens Jeremies betrieben wird. Außerdem ist Sané unregelmäßig Mitspieler in den Traditionsmannschaften von Wattenscheid 09 und Schalke 04.
Er ist mit der ehemaligen Gymnastin Regina Weber verheiratet und lebt in Wattenscheid. Das Ehepaar hat drei Söhne, die alle zwischenzeitlich in der Jugend des FC Schalke 04 als Fußballer spielten. Der älteste Sohn, Kim, schloss sich 2015 der zweiten Mannschaft des 1. FC Nürnberg an, die in der Regionalliga Bayern spielt. Der zweite Sohn, Leroy, ist deutscher Nationalspieler. Der jüngste Sohn Sidi absolvierte im November 2022 sein Debüt als Profispieler im Trikot des FC Schalke 04.